# Amica Mutual Pavilion
El Amica Mutual Pavilion (originalmente Providence Civic Center y posteriormente Dunkin' Donuts Center ("The Dunk")) es un estadio de usos múltiples ubicado en Providence (Rhode Island). Fue construido en 1972, como cancha local para el programa de baloncesto masculino de los Providence Friars del Providence College, debido a la gran demanda de entradas para sus partidos en Alumni Hall, así como un estadio local para los entonces Providence Reds, que jugaban en el Auditorio de Rhode Island, de casi 50 años de antigüedad. El centro es operado por la Autoridad del Centro de Convenciones de Rhode Island, que también opera el Centro de Convenciones de Rhode Island y el Auditorio Veterans Memorial.

## Antecedentes
La idea de un Centro Cívico en Providence se había propuesto ya en 1958, en el sitio que posteriormente se convertiría en el Centro Comercial Providence Place. El proyecto se planteó como un proyecto conjunto federal, estatal y municipal, que generaría empleos y generaría beneficios económicos. Sin embargo, el plan fracasó debido a la imposibilidad de obtener fondos federales.
El plan se revivió como una emisión de bonos a nivel estatal en las elecciones generales de 1968; los votantes de fuera de Providence rechazaron rotundamente el referéndum. Finalmente, el alcalde Joseph A. Doorley Jr. impulsó un referéndum especial a nivel de ciudad en 1969, que fue aprobado. Cuando esta cantidad resultó insuficiente, Doorley impulsó otro referéndum en 1971, que también fue aprobado. El proyecto se asoció tanto con el alcalde que la prensa lo llamó "El sueño de Doorley".

## Historia

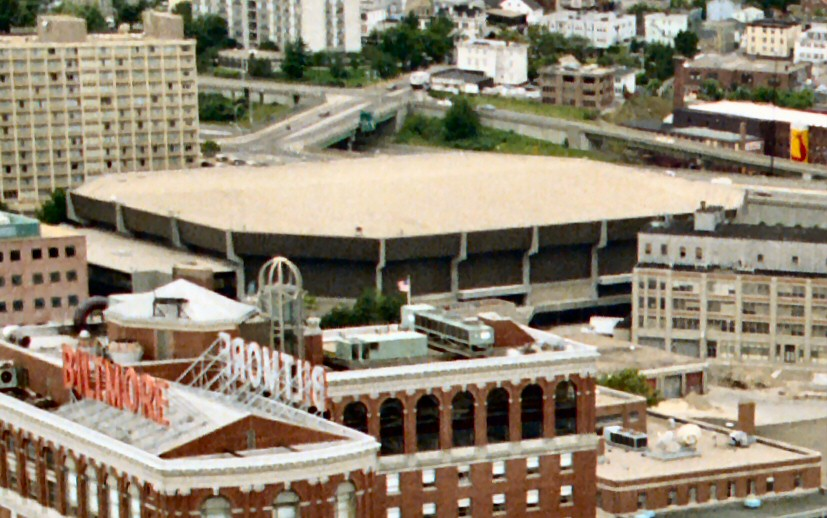
El Civic Center en 1990

El Providence Civic Center fue construido en 1972 en el sitio de una antigua fábrica de joyas. La ceremonia de apertura se llevó a cabo el 3 de noviembre de 1972, con un partido de hockey de los Providence Reds. El presidente Richard Nixon, que estaba haciendo campaña en la zona, fue invitado a asistir a la inauguración, pero rechazó la invitación. En su primer año, el centro albergó conciertos de Pink Floyd y Frank Sinatra, así como partidos de hockey y mítines políticos, y fue considerado un éxito. En octubre de 1974, el director del Centro Cívico, Harold Copeland, fue condenado por solicitar un soborno de 1.000 dólares a un promotor de conciertos. La condena, que se produjo un mes antes del día de las elecciones, empujó al fiscal Vincent Cianci a la alcaldía y puso fin a la carrera política de Doorley.
En 2001, para aumentar la financiación, el estadio recibió el nombre de Dunkin' Donuts Center como parte de un acuerdo de derechos de nombre con Dunkin' Donuts. En diciembre de 2005, la Autoridad del Centro de Convenciones de Rhode Island adquirió el edificio de la ciudad de Providence e invirtió 80 millones de dólares en una renovación exhaustiva. Los principales elementos de la construcción incluyeron un vestíbulo y una explanada considerablemente más amplios, un puente peatonal cerrado desde el Centro de Convenciones de Rhode Island, una nueva pantalla LED central, un nuevo restaurante, 20 suites de lujo, cuatro baños nuevos y asientos completamente nuevos con portavasos en la zona de asientos del estadio. Las mejoras internas incluyeron un nuevo sistema de climatización (HVAC), un enfriador de hielo y un sistema de extinción de incendios pionero en su tipo. Estas renovaciones se completaron en octubre de 2008.

### Cambio de derechos del nombre en 2022
En abril de 2022, los derechos de nombre de Dunkin' expiraron después de 21 años. Estos derechos se extendieron posteriormente y expiraron el 30 de junio de 2022, aunque la autoridad del centro de convenciones y Dunkin' acordaron seguir permitiendo la señalización que hacía referencia al estadio como Dunkin' Donuts Center durante el verano, hasta que se anunciara un nuevo acuerdo de patrocinio. La mayor parte de la señalización principal, incluyendo el letrero principal que daba a la calle Sabin, se retiró el 24 de agosto de 2022. Dunkin' declaró oficialmente que la compañía no renovaría su acuerdo con la autoridad del centro de convenciones ese mismo día.
El 6 de septiembre de 2022, se anunció que Amica Mutual Insurance, con sede en Lincoln, Rhode Island, adquirió los derechos de nombre y que el estadio pasaría a llamarse Amica Mutual Pavilion.

## Actuaciones y eventos destacados

### Conciertos
- Led Zeppelin actuó allí el 21 de julio de 1973.
- Los Grateful Dead grabaron allí la mitad de su álbum en vivo, Dick's Picks Volume 12, el 26 de junio de 1974.
- Queen actuó en 1977, 1978 y 1980.
- Rush actuó en 1974, 1978, 1979, 1980, 1981, 1982, 1984, 1985, 1987, 1990, 1991 y 1994.
- Yes actuó en 1975, 1976, 1977, 1978, 1980, 1984 y 1987.
- Pink Floyd actuó allí en 1973 durante su gira de The Dark Side of the Moon y de nuevo en 1987 en dos conciertos con entradas agotadas de su gira A Momentary Lapse of Reason, su primera gira sin Roger Waters. (quien también actuó en Providence en 1987 durante su gira Radio KAOS y de nuevo en la última noche de su gira estadounidense In the Flesh Tour en julio de 2000).
- El ex Beatle George Harrison ofreció un concierto allí el 11 de diciembre de 1974, durante su gira "Dark Horse Tour" (llamada así porque tuvo lugar cerca del lanzamiento de Dark Horse Records, su discográfica). Entre los artistas se encontraban Harrison, Ravi Shankar, Jim Keltner, baterista de sesión de Harrison, y el tecladista Billy Preston. En un momento del concierto, una chica intentó subir al escenario, pero la policía la detuvo y la agredió; Harrison se detuvo a mitad de la canción y gritó: "¡Krishna! ¡Krishna!".
- Algunas de las canciones del álbum de Eric Clapton, [[E.C. Was Here], se grabaron en vivo en el Civic Center el 25 de junio de 1975.
- El estadio albergó la gira The Rolling Thunder Revue el 4 de noviembre de 1975, encabezada por Bob Dylan.
- The Who tocó allí el 13 de diciembre de 1975.
- Elvis Presley actuó tres veces: en 1974, 1976 y 1977.
- Frank Sinatra actuó diez veces en el entonces Providence Civic Center. Su primera actuación fue ante un público con entradas agotadas, que incluyó a Jacqueline Kennedy Onassis, para su gira internacional Variety Club el 15 de abril de 1974, y la última el 3 de octubre de 1992. Durante muchas de las actuaciones de Sinatra, la policía estatal de Rhode Island asistía, buscando a miembros del crimen organizado entre el público. Durante una aparición en Providence en 1979, el alcalde Buddy Cianci nombró a Sinatra jefe de bomberos honorario, con un casco con el nombre "F. SINATRA" y el apodo "Ol' Blue Eyes" debajo.
- El concierto de David Bowie del 5 de mayo de 1978 fue uno de los tres grabados para su álbum en vivo Stage.
- Los Bee Gees ofrecieron dos conciertos con entradas agotadas allí los días 28 y 29 de agosto de 1979, como parte de su gira Spirits Having Flown.
- The Kinks grabaron gran parte de su álbum en vivo y video One for the Road en el Civic Center el 23 de septiembre de 1979.
- En 1979, el alcalde de Providence, Buddy Cianci, canceló un concierto de la banda de rock The Who en el Civic Center tras enterarse de un concierto de The Who en Cincinnati a principios de ese mes, donde 11 fans murieron pisoteados. 33 años después, la banda regresó a Providence y anunció que pagaría cualquier entrada del concierto de 1979. Diez fans, entonces de mediana edad, canjearon 14 entradas para ver la actuación.[11]
- En 1979, Kiss programó un concierto de su gira Dynasty para el 1 de agosto de 1979, y se añadió un segundo para el 31 de julio de 1979, cuando las entradas para la primera fecha se agotaron. Cianci amenazó a ambos con cancelarlo debido a la situación con The Who y a un apuñalamiento en un concierto de Bad Company diez días antes de la primera fecha. Tras la controversia, que incluyó un piquete de fans del rock en la casa de los Cianci, se permitieron los conciertos y Cianci asistió a la primera noche para observar.
- The Jacksons actuaron en el Civic Center el 15 de julio de 1973, el 10 de abril de 1976 y el 13 de agosto de 1981.
- Talking Heads se presentó para promocionar su álbum Speaking in Tongues el 4 de octubre de 1983.ref>Talking Heads - Live in Providence 1983 [w/ Pull Up The Roots] (en inglés), consultado el 6 de abril de 2021.</ref>
- Van Halen se presentó en el Civic Center en numerosas ocasiones y el video musical de la canción "Panama" se filmó parcialmente durante una prueba de sonido en el recinto en 1984.[12]
- Journey se presentó en el Civic Center el 2 de noviembre de 1986 para promocionar su gira Raised on Radio.
- Phish se ha presentado en el Civic Center ocho veces, y tres de sus conciertos allí se han publicado en CD: Live Phish Volume 2 incluye el concierto de la banda del 29 de diciembre de 1994, y Live Phish 04.04.98 y Live Phish 04.05.98 incluyen las actuaciones de la banda del 4 y 5 de abril de 1998, que formaron parte de su gira "Island Tour" de 1998.[13]
- James Taylor y Bonnie Raitt actuaron en el lugar en marzo de 2019.[14]

### Eventos deportivos
Entre los muchos eventos deportivos acontecidos en el Amica Mutial Pavilion, destacan dos partidos de los Boston Celtics de la NBA, uno de ellos de temporada regular, en 1972.
| Fecha                   | Visitante          | Resultado | Local          | Tipo de partido   | Asistencia |
| ----------------------- | ------------------ | --------- | -------------- | ----------------- | ---------- |
| 30 de diciembre de 1972 | Philadelphia 76ers | 107–117   | Boston Celtics | Temporada regular | 9.065      |
| 9 de octubre de 2013    | New York Knicks    | 103–102   | Boston Celtics | Pretemporada      | 10.404     |

## Galería
|                               |
| Pabellón tras la remodelación |

|             |
| Monster Jam |

|                    |
| Hockey sobre hielo |

|                                          |
| Syracuse vs. Provicence, Febrero de 2010 |